# Relações indo-mesopotâmicas

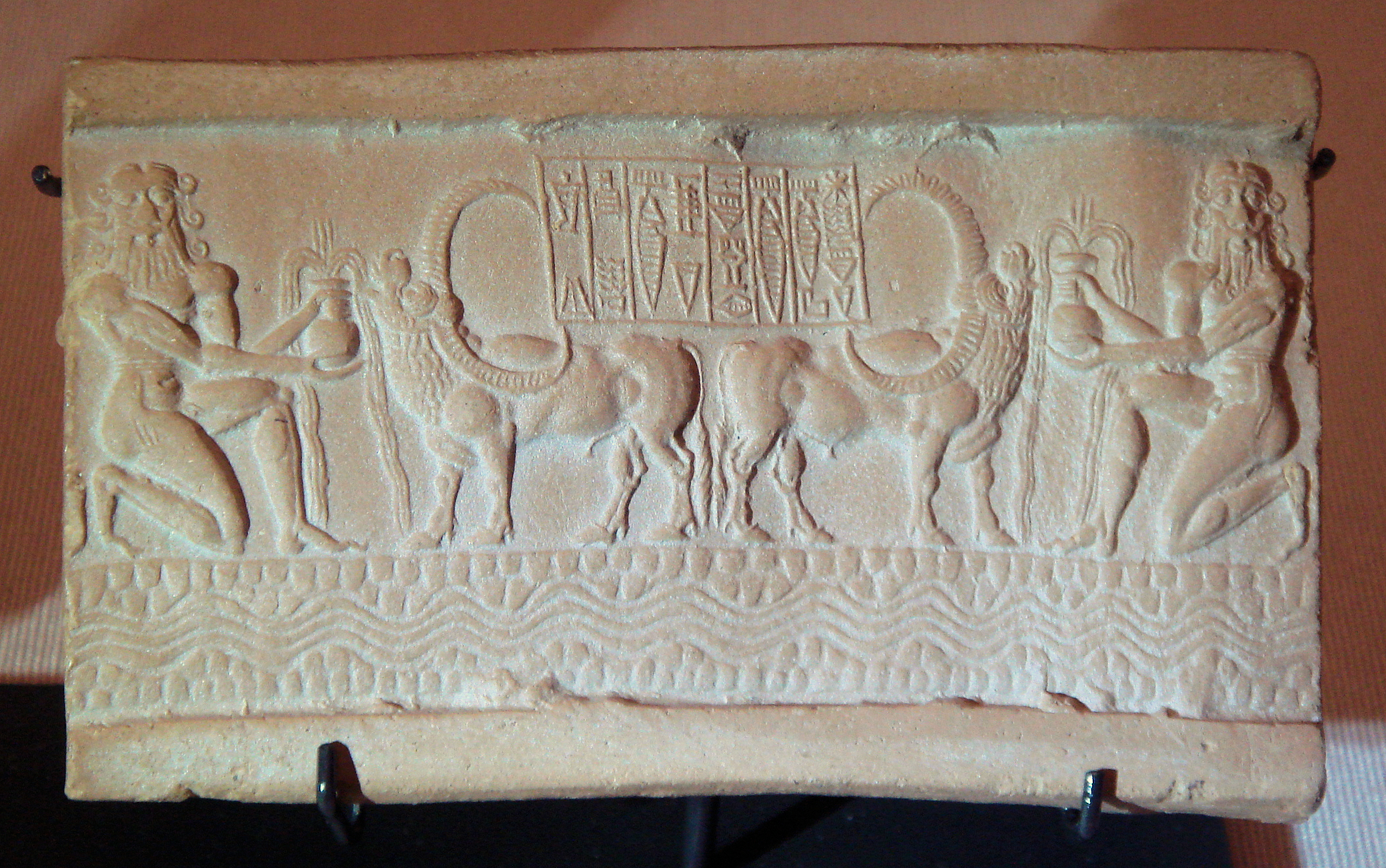
Impressão de um selo cilíndrico do Império Acádio, com rótulo: "O Divino Príncipe Sarcalisarri da Acádia e o escriba Ibni-Sarrum, seu servo". Acredita-se que o búfalo-d'água representado no selo tenha vindo do Vale do Indo, o que atesta as trocas com Meluhha, a Civilização do Vale do Indo. Cerca de 2217-. Museu do Louvre, referência AO 22303.

As relações entre a Índia Antiga e a Mesopotâmia parecem ter se desenvolvido durante a segunda metade do terceiro milênio a.C., até que pararam com a extinção da Civilização do Vale do Indo após cerca de 1900 a.C.. A Mesopotâmia já havia sido um intermediário no comércio de lápis-lazúli entre a Ásia Meridional e o Egito Antigo desde pelo menos cerca de 3200 a.C.,

## Geografia
O nível do mar tem subido cerca de 100 metros nos últimos 15 mil anos até os tempos modernos, o efeito disto foi que as linhas costeiras recuaram muito. Este é especialmente o caso das linhas de costa do Indo e da Mesopotâmia, que originalmente eram separadas apenas por uma distância de cerca de 1000 km, em comparação aos 2000 quilômetros de hoje. No terceiro milênio a.C., a distância entre as costas das civilizações da Mesopotâmia e do Indo teria sido muito mais curta do que é hoje. Em particular, o Golfo Pérsico, que hoje tem apenas 30 metros de profundidade, teria sido pelo menos parcialmente seco e teria formado uma extensão da bacia mesopotâmica.

## Cronologia

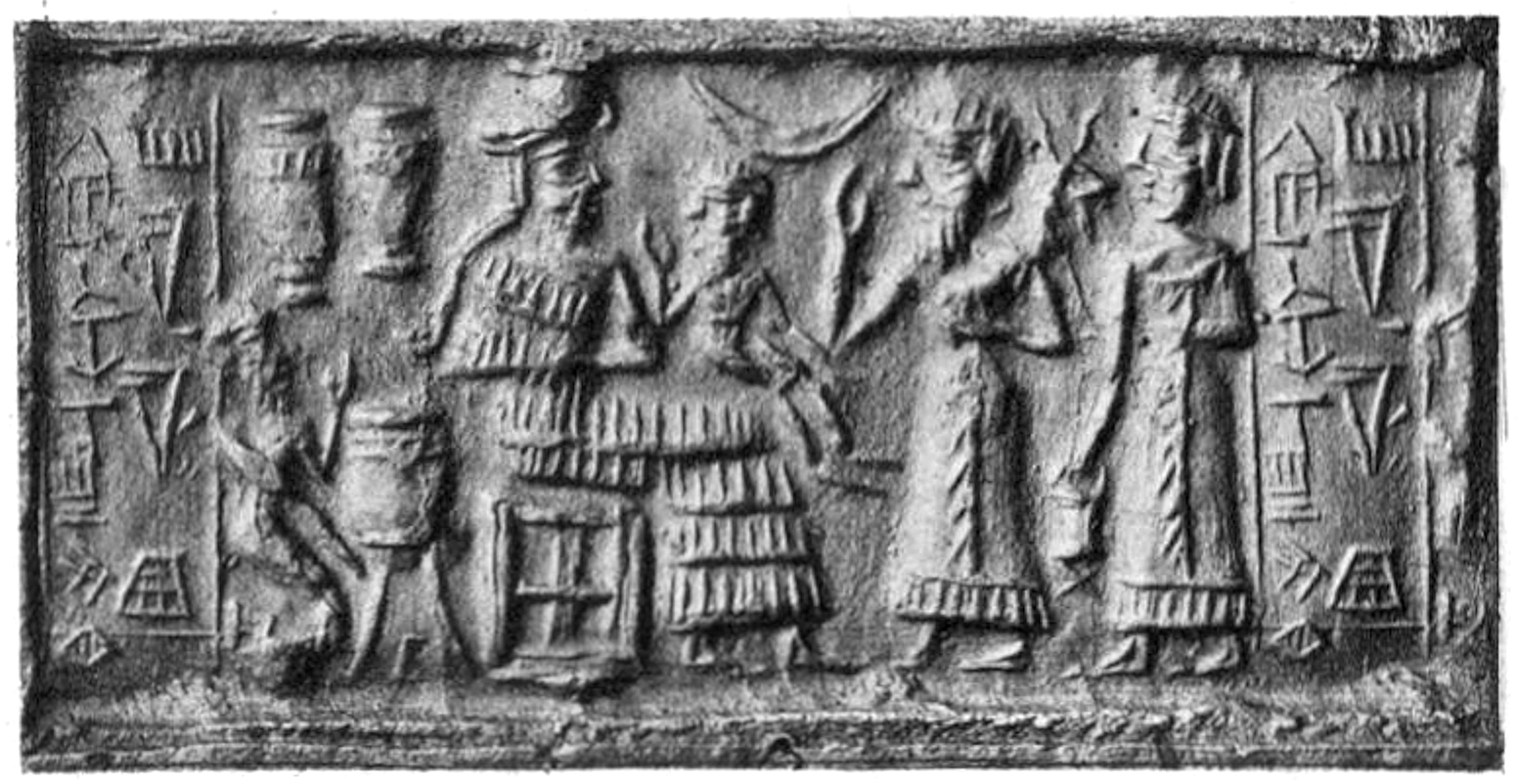
Selo cilíndrico do Império Acadiano com a inscrição: "Shu-ilishu, intérprete da língua de Meluhha". Museu do Louvre, referência AO 22310.

Sargão da Acádia (por volta de 2300 ou 2250 aC) foi o primeiro governante da Mesopotâmia a fazer uma referência explícita à região de Meluhha, que é geralmente entendida como sendo a região do Baluchistão ou do Indo. Sargão menciona a presença de navios de Meluhha, Magan e Dilmun na Acádia.
Essas datas correspondem aproximadamente à fase madura da Civilização do Vale do Indo, datada de cerca de 2600 a 2000 a.C.. As datas para a ocupação principal de Moenjodaro de 2350 a 2000/1900 a.C.
Tem sido sugerido que o antigo Império Mesopotâmico precedeu o surgimento da Civilização do Vale do Indo e que intercâmbios comerciais e culturais podem ter facilitado o surgimento da cultura no Indo. Alternativamente, é possível que a cultura do Indo já tivesse emergido na época do comércio com a Mesopotâmia. Incertezas sobre esta relação tornam impossível estabelecer uma ordem clara.
Intercâmbios parecem ter sido mais significativos durante os períodos do Império Acadiano e da Terceira Dinastia de Ur, sendo que depois diminuíram junto com o desaparecimento da Civilização do Vale do Indo.